# Trevor Hebberd
Trevor Neal Hebberd (New Alresford, 19 giugno 1958) è un ex calciatore inglese, di ruolo centrocampista.

## Carriera

### Club
Ha firmato per il Southampton dopo aver lasciato la scuola, nel 1974, ed ha debuttato in prima squadra due anni dopo. È rimasto ai Saints fino al 1982, quando è stato ceduto all'Oxford United. Durante l'ultima stagione al Southampton, è stato prestato temporaneamente prima ai Bolton Wanderers e poi al Leicester City.
Hebberd è stato un calciatore chiave nel trionfo in Third Division dell'Oxford, nel 1984. Si è rivelato tale anche in Second Division, dove la squadra ha raggiunto ancora la promozione, approdando così in First Division, all'epoca massimo campionato inglese. Nel 1986 ha vissuto uno dei momenti più importanti della sua carriera, segnando la rete dell'uno a zero per l'Oxford nella finale di Football League Cup 1985-1986. La sua formazione si è poi imposta sui Queens Park Rangers per tre a zero.
Quando l'Oxford United è retrocesso, nel 1988, Hebberd è stato ceduto al Derby County, e nel primo campionato ha contribuito a raggiungere con la squadra il quinto posto finale. Ma, come nel caso del trionfo in coppa di tre anni prima con l'Oxford, la squalifica dei club inglesi in Europa per 5 anni, inflitta nel 1985, gli ha impedito di partecipare alla Coppa UEFA.
Nell'autunno del 1991 è stato prestato al Portsmouth, passando dopo circa un mese al Chesterfield, in Fourth Division.
A partire dal 1994 ha giocato per il Lincoln City e infine al Grantham Town, prima del ritiro.

## Palmarès

### Club

#### Competizioni nazionali
- Coppa di Lega inglese: 1

Oxford City: 1985-1986
- Second Division: 1

Oxford City: 1984-1985
- Third Division: 1

Oxford City: 1983-1984